# Tawa
Tawa – rodzaj niewielkiego drapieżnego dinozaura gadziomiednicznego, prawdopodobnie teropoda, żyjącego w późnym triasie na obecnych terenach Ameryki Północnej. Jego skamieniałości odnaleziono w osadach Hayden Quarry w Parku Narodowym Skamieniałego Lasu datowanych na noryk, około 215–213 mln lat. Odkryto kilka niemal kompletnych szkieletów wykazujących kombinację cech prymitywnych i zaawansowanych. Poza holotypem i paratypami odnaleziono także izolowane kości. Niemal wszystkie spośród nich pochodzą od dużych osobników, co dowodzi, że holotyp i paratypy nie osiągnęły pełnych rozmiarów. Oprócz szczątków Tawa hallae w Hayden Quarry odnaleziono również skamieniałości temnospondyli, fitozaurów, aetozaurów oraz innych przedstawicieli grupy Suchia, a także liczne dinozauromorfy, takie jak Dromomeron, dinozauromorf przypominający silezaura oraz teropody czindezaur i co najmniej jeden przedstawiciel celofyzoidów.
Z przodu kręgów szyjnych tawy i czindezaura obecne były pleurocele, co sugeruje, że worki powietrzne w kręgach szyjnych wykształciły się jeszcze przed powstaniem neoteropodów, przypuszczalnie u wszystkich dinozaurów gadziomiednicznych, a być może już u pierwszych Ornithodira. U tawy występowała kombinacja cech prymitywnych, występujących u bardziej bazalnych herrerazaurów, oraz bardziej zaawansowanych, obecnych u bazalnych neoteropodów, takich jak celofyzoidy i dilofozaur. Niektórymi cechami Tawa przypominała również prymitywne dinozaury ptasiomiedniczne, takie jak Heterodontosaurus. Nadgarstek tawy składał się z dziewięciu kości, podobnie jak heterodontozaura, podczas gdy nadgarstek herrerazaura był zbudowany z siedmiu kości, a celofyza – z pięciu.
Według analizy filogenetycznej przeprowadzonej przez Sterlinga Nesbitta i współpracowników Tawa jest bazalnym teropodem bardziej zaawansowanym niż Eoraptor oraz herrerazaury i stanowiącym takson siostrzany neoteropodów, od których odróżnia ją m.in. obecność długiej pierwszej kości śródstopia stykająca się z proksymalnym zakończeniem drugiej kości śródstopia. Liczne cechy odróżniają tawę również od czindezaura, występującego w tym samym czasie i miejscu. Z kolei według analizy kladystycznej przeprowadzonej przez Ricardo Martineza i współpracowników (2011) T. hallae był najbardziej bazalnym przedstawicielem kladu Coelophysoidea i tym samym należał do Neotheropoda; jednak umieszczenie go poza Neotheropoda wymagałoby wydłużenia drzewa filogenetycznego o zaledwie jeden stopień w stosunku do najbardziej parsymonicznego. Analiza kladystyczna przeprowadzona przez Nesbitta (2011) potwierdziła, że T. hallae był siostrzany do Neotheropoda. Z analizy tej wynika dodatkowo, że uwzględnienie Tawa w analizach kladystycznych wpływa na to, jaką pozycję filogenetyczną mają według nich herrerazaur i staurikozaur; według analiz, w których uwzględniono T. hallae taksony te były bazalnymi teropodami, zaś według analiz, w których nie uwzględniano Tawa były one w nierozwikłanej politomii z teropodami i zauropodomorfami. Inny rezultat dała jednak analiza przeprowadzona przez Novasa i Ezcurrę (2011); według niej Tawa był bazalnym przedstawicielem kladu Herrerasauria, który to klad był siostrzany do obejmującej teropody i zauropodomorfy grupy Eusaurischia.
Nazwa Tawa w języku Hopi oznacza boga Słońca z wierzeń Indian Pueblo. Nazwa gatunkowa gatunku typowego, hallae, honoruje Ruth Hall, która odkryła wiele skamieniałości stanowiących zaczątek zbiorów Ghost Ranch Ruth Hall Museum of Paleontology.